# Every Day
Every Day — второй студийный альбом группы The Cinematic Orchestra, выпущенный в мае 2002 года на лейбле Ninja Tune, .

## Список композиций
1. «All That You Give» — 6:10
  - С участием Фонтеллы Басс (Fontella Bass)
2. «Burn Out» — 10:13
3. «Flite» — 6:35
4. «Evolution» — 6:38
  - С участием Фонтеллы Басс
5. «Man with the Movie Camera» — 9:09
6. «All Things to All Men» — 11:04
  - С участием Roots Manuva
7. «Everyday» — 10:18
8. «Oregon» — 3:54
  - Бонус-трек на повторном релизе 2003 года
9. «Horizon» — 4:44
  - С участием Найары Скарлетт (Niara Scarlett)
  - Бонус-трек на повторном релизе 2003 года